# Milczenie
Pour plus de détails, voir Fiche technique et Distribution.
Milczenie est un film polonais réalisé par Kazimierz Kutz, sorti en 1963. Son titre français dans les festivals est Le Silence, à ne pas confondre avec le film d'Ingmar Bergman tourné la même année.

## Synopsis
Pologne, 1945. Le jeune orphelin Stach a perdu la vue dans l'explosion d'un obus. Les villageois chuchotent qu'il s'agit là d'un châtiment divin. Car il se dit aussi que Stach voulait attenter à la vie du curé avec l'obus même qui l'a blessé. On questionne le prêtre pour savoir ce qui s'est réellement passé mais ce dernier ne veut rien dire. Pour les paroissiens, le prélat couvre Stach et, ce qui confirme donc leurs soupçons et les autorise à rejeter sans appel le misérable orphelin.

## Fiche technique
- Titre français de festival: Le Silence
- Réalisation : Kazimierz Kutz, assisté de Zbigniew Chmielewski
- Scénario : Jerzy Szczygiel   et Kazimierz Kutz
- Directeur de la photographie : Wieslaw Zdort
- Musique : Wojciech Kilar
- Montage : Irena Chorynska, Krystyna Starostecka
- Décors : Ryszard Potocki
- Costumes : Marian Kolodziej
- Son : Josef Bartczak
- Production : ZRF Kadr
- Pays de production : Pologne
- Format : Noir et blanc - 35 mm - 1,37:1 - Mono
- Genre : drame
- Durée : 100 minutes
- Lieu de tournage Chęciny
- Date de sortie 
  - Pologne : 7 septembre 1963
  - Italie :  septembre 1963 à la Mostra de Venise

## Distribution
- Kazimierz Fabisiak : Proboszcz
- Miroslaw Kobierzycki : Stach
- Elżbieta Czyżewska : Kazia
- Maria Zbyszewska : Stefa
- Zbigniew Cybulski : Roman
- Tadeusz Kalinowski : Wojcik
- Zygmunt Zintel : Sitnik
- Janusz Kłosiński : le boucher